# Повіт Ямаґата (Хіросіма)
Пові́т Ямаґа́та  (яп. 山県郡, やまがたぐん, МФА: [jamagata guɴ]) — повіт в Японії, в префектурі Хіросіма.
Населення повіту 69 210 мешканців (2003), густота населення 210,12 осіб/км². Площа — 329,29 км²

## Населені пункти
- містечко Акіота
- містечко Кітахіросіма